# MHK Mołot Perm
MHK Mołot Perm (ros. МХК Молот Пермь; pierwotnie Oktan Perm – Октан Пермь) – rosyjski klub hokeja na lodzie juniorów z siedzibą w Permie.

## Historia
Klub założono jako Oktan Perm w 2008 na bazie drużyny Mołot-Prikamje 2 Perm działającej przy klubie Mołot-Prikamje Perm. Drużyna wystąpiła w historycznie pierwszym sezonie rozgrywek juniorskich MHL-B (druga klasa rozgrywkowa) 2011/2012, zdobywając złoty medal. W 2012 ekipa została przyjęta do rozgrywek juniorskich MHL (pierwsza klasa) i wystąpiła w edycji 2012/2013. W czerwcu ogłoszono zmianę nazwy z Oktan na HK Mołot. Pod tą nazwą ekipa występowała w edycji MHL (2013/2014). W 2014 Mołot powrocił do sezonu MHL-B grając w edycji 2014/2015. Potem w tej przemianowanej lidze NMHL grała drużyna HK AK59 Perm (2019/2020 i 2020/2021). W 2021 przyjęto do MHL drużynę MHK Mołot Perm. W tym samym roku klub nadrzędny Mołot-Prikamje Perm przemianowano na Mołot Perm.
Wieloletnim trenerem w klubie był Aleksiej Pogodin.

## Sukcesy
- Złoty medal MHL-B /  Puchar Regionów: 2012

## Zawodnicy
W drużynie występował m.in. Jewgienij Popiticz.